# Itesoft
 (mars 2021).
Si vous disposez d'ouvrages ou d'articles de référence ou si vous connaissez des sites web de qualité traitant du thème abordé ici, merci de compléter l'article en donnant les références utiles à sa vérifiabilité et en les liant à la section « Notes et références ».
Itesoft est une société spécialisée dans les logiciels de dématérialisation de documents et d'automatisation de ces derniers (détection de fraude documentaire, traitement de factures fournisseur, etc.). Elle est cotée à la bourse de Paris.

## Histoire
En 2015, Itesoft a racheté W4, éditeur français leader sur le sujet du BPM (modélisation de processus).
En 2016, W4 est absorbée par Itesoft.

## Activités
Le chiffre d'affaires par activité se répartit comme suit [Quand ?] :
- vente de logiciels (42,5 %)
- prestations de maintenance (53,4 %)
- abonnements SaaS (4 %).

La répartition géographique du CA 2020 est la suivante : France et autres (88,3 %) et Royaume-Uni (11,7 %).
Le siège social de la société est à Aimargues.